# Фрезерна коронка

Фрезерна коронка в складі прохідницького комбайну стрілоподібного типу.

Фрезерна коронка (англ. milling executive branch) — фрезерний виконавчий орган прохідницького комбайну, що забезпечує функцію відділення породи або вугілля від масиву при послідовному відроблянні поверхні вибою в складі прохідницьких комбайнів стрілоподібного типу.

## Загальний опис

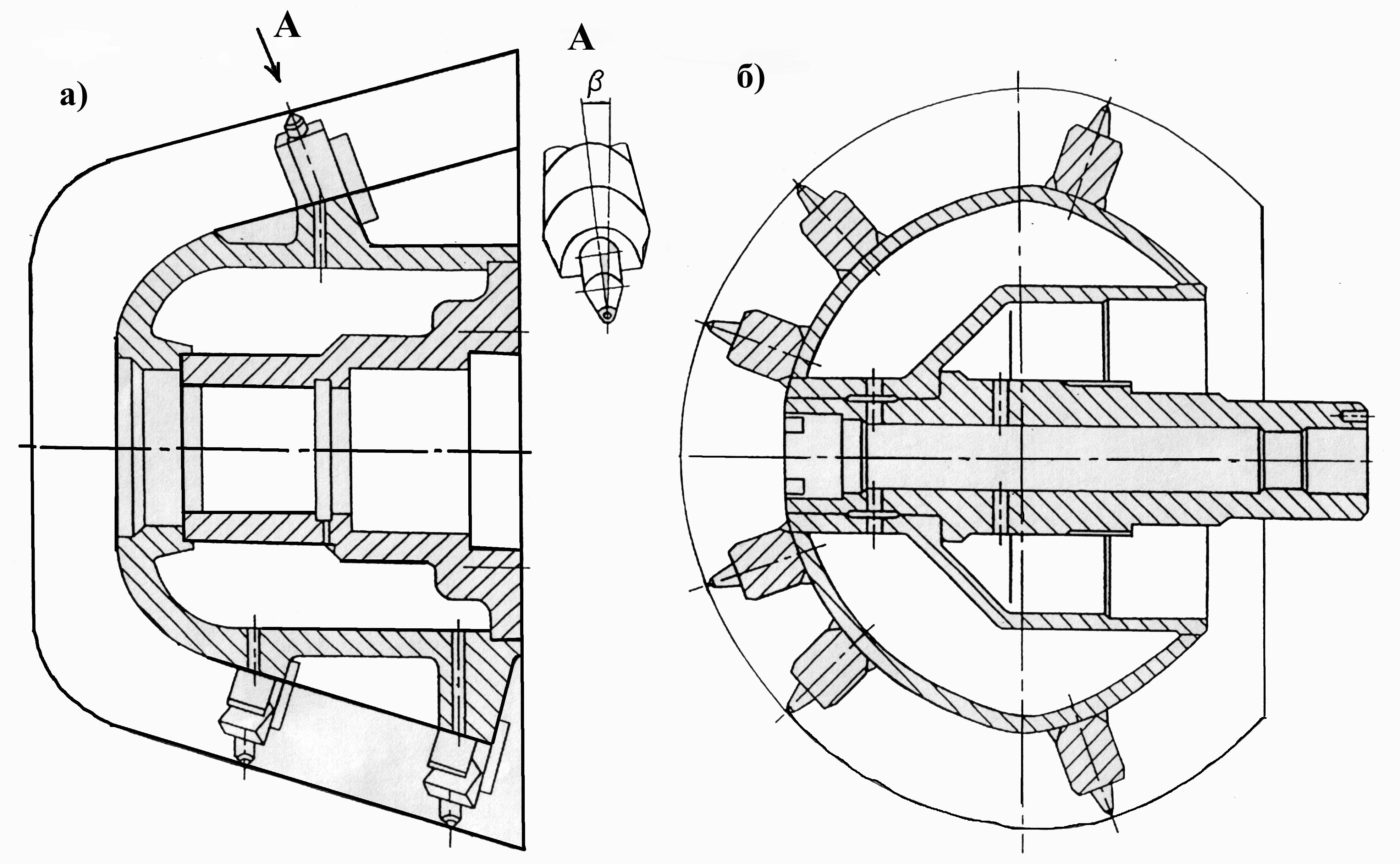
Подовжньо-осьові (а) і поперечно-осьові (б) фрезерні органи.

Фрезерні органи можуть бути подовжньо-осьовими (радіальними) і поперечно-осьовими (аксіальними).
Подовжньо-осьові органи мають вісь обертання в напрямку подовжньої осі стріли машини. Зовнішній контур цих органів на основній своїй частині має форму, близьку до зрізаного конуса. Кут конусності вибирають з урахуванням відповідних параметрів машини з метою забезпечення рівної поверхні ґрунту, а також, по можливості, боків і покрівлі виробки. У центральній частині встановлюється забурник. На сучасних радіальних органах передбачаються спіралеподібні лопаті для вивантаження гірничої маси з робочої зони і зручності розміщення тримачів різців. Різці розташовуються в спеціальних тримачах, змонтованих на лопатях, а також на зовнішній поверхні корпусу органу.
Поперечно-осьові органи мають вісь обертання, перпендикулярну подовжній осі стріли. Як правило, використовуються двокорпусні виконавчі органи. При цьому орган у вигляді двох симетрично розташованих корпусів розташовується на загальному валу (на рис. б показаний лівий корпус двокорпусного органу). Зовнішній контур корпусів таких органів на основній своїй частині може мати сферичну, еліпсоподібну або іншу конфігурацію. Такі фрези добре пристосовані до вивантаження гірничої маси з робочої зони відповідними поверхнями різцетримачів і різців. На осях корпусів можлива установка забурників.
Подовжньо-осьові фрези: дозволяють більш точно оконтурювати вибій, не допускаючи значних переборів породи, а також механізувати такі операції, як проведення водостічних канавок і утворення приямок для кріплення; за своєю формою і розмірами вони краще пристосовані до селективної виїмки.
Поперечно-осьові фрези при домінуванні горизонтальних переміщень характеризуються значно більш сприятливою силовою картиною навантаження, що зумовлює підвищення стійкості поведінки корпусу комбайна і електропривода виконавчого органу. Це вельми важливо при проведенні виробок на міцних породах.
Для прохідницьких комбайнів можуть передбачатися виконання з радіальними і аксіальними фрезами, щоб можна було врахувати конкретні побажання замовника.

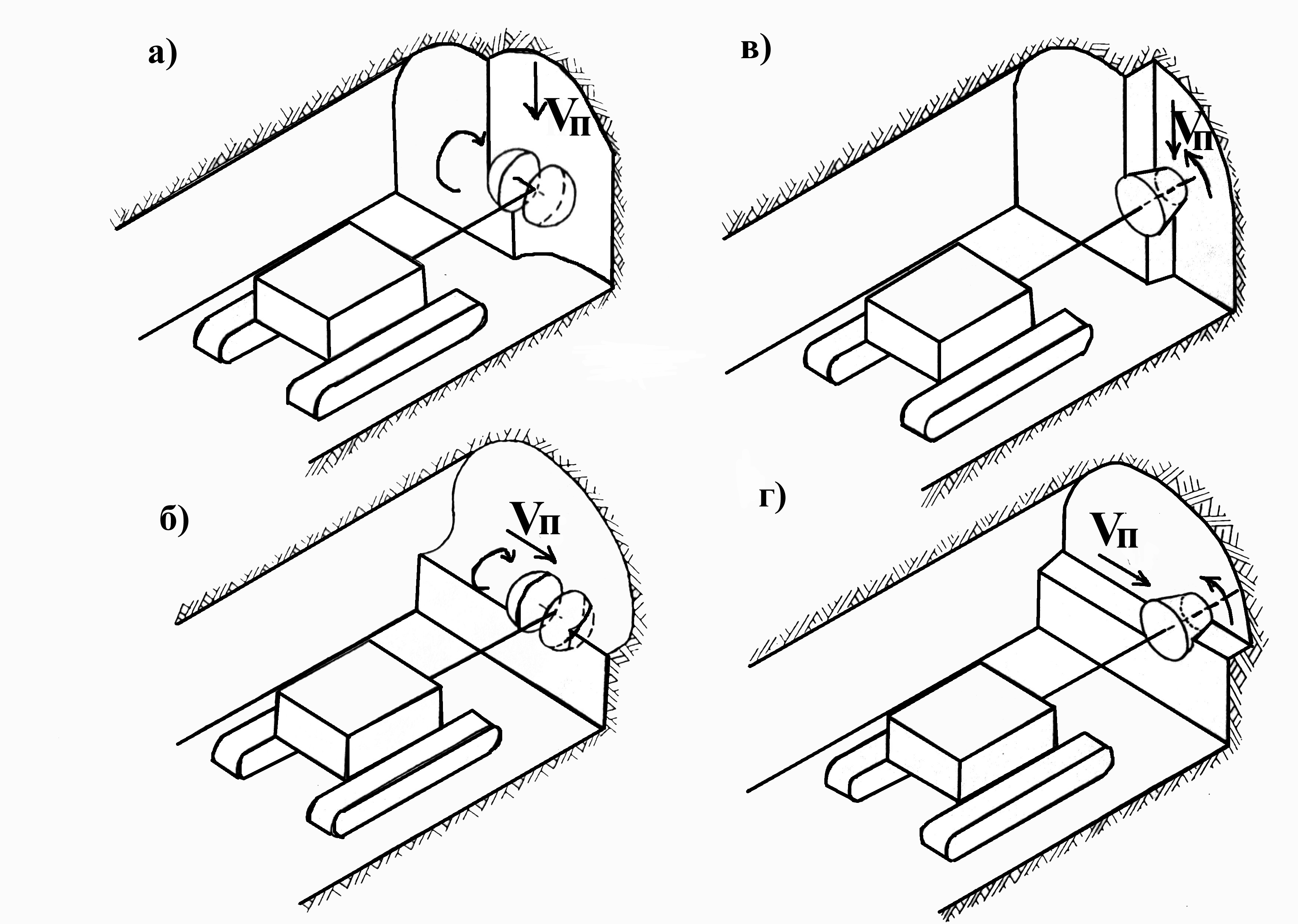
Схеми руйнування гірського масиву фрезерними органами.